# دقایقی تا نیمه‌شب
دقایقی تا نیمه‌شب (به انگلیسی: Minutes to Midnight) سومین آلبوم استودیویی گروه راک آمریکایی لینکین پارک است. آلبوم در ایالات متحده آمریکا و ۱۵ کشور دیگر شامل انگلستان و کانادا در رتبه اول قرار گرفت. آلبوم توسط ریک رابین و مایک شینودا تهیه شده بود.
لینکین پارک رسماً کار روی این آلبوم را در سال ۲۰۰۳ شروع کردند. اگرچه در حین تور آلبوم متئورا در سال ۲۰۰۴ کار آلبوم برای مدتی به تعویق افتاده بود. آنها کار را بعداً برای مدت بیشتری به تعویق انداختند هنگامی که مایک شینودا گروه فورت ماینر و چستر بنینگتون گروه دد بای سانرایز را تأسیس کردند. بعدها دوباره کارها را شروع کردند و ریک رابین به همراه مایک شینودا به عنوان تهیه‌کننده‌های این آلبوم شناخته شدند. چندین اشتباه کوچک افشا نشده در حین ساخت آلبوم رخ داد که باعث شد تاریخ عرضه آلبوم چندین بار به تعویق بیفتد. تا پیش از ماه آوریل ۲۰۰۷ تغییرات عمده‌ای از جمله میکس در آلبوم وارد شد تا در ماه آوریل اولین تک‌آهنگ آن با نام «آنچه من انجام داده‌ام» عرضه شد و بلافاصله در ۱۵ مه ۲۰۰۷ آلبوم در آمریکای شمالی عرضه شد.